# Oliarus fulva
Oliarus fulva är en insektsart som först beskrevs av Walker 1858.  Oliarus fulva ingår i släktet Oliarus och familjen kilstritar. Inga underarter finns listade i Catalogue of Life.